# Pierścień Nivena

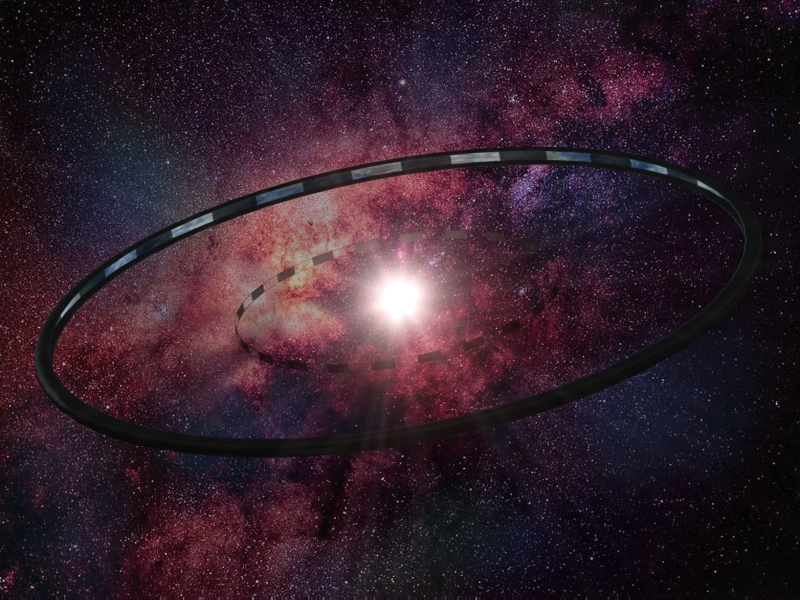

Pierścień Nivena – fikcyjna megakonstrukcja będąca miejscem akcji książki fantastyczno-naukowej Pierścień (ang. Ringworld) Larry'ego Nivena. Ma kształt pierścienia szerokości około 1,6 miliona kilometrów i średnicy około trzystu milionów kilometrów (odpowiada rozmiarem orbicie Ziemi). Obraca się ze stałą prędkością, dla wywołania sztucznego przyciągania dzięki sile odśrodkowej. Jego wewnętrzna powierzchnia jest przystosowana do życia i odpowiada około trzem milionom powierzchni Ziemi. Na krawędziach atmosfera jest utrzymywana przez ściany o wysokości półtora tysiąca kilometrów. Pierścień można traktować jako obracający się wycinek sfery Dysona. Sam Niven określił go jako „pośredni krok między planetą a sferą Dysona”. W książce sugerowane jest, że do jego budowy wykorzystano materiał ze wszystkich planet znajdujących się w układzie (faktycznie wymagałoby to mniej więcej 20 mas Jowisza, a więc więcej, niż znajduje się w Układzie Słonecznym).
Podobne konstrukcje występują również w innych dziełach SF, między innymi orbitale w książkach z serii Kultura Iana Banksa i w grze komputerowej Halo. 
Sposób wytworzenia takiego pierścienia nie jest w książce opisany. W szczególności energia potrzebna do umieszczenia takiej masy na właściwej orbicie i wprawienia jej w ruch obrotowy (dla wytworzenia przyciągania równego ziemskiemu pierścień obraca się z prędkością ok. 1200 km/s) odpowiada energii emitowanej przez Słońce przez kilkaset lat. Aby nie rozerwać się pod wpływem siły odśrodkowej, pierścień musi mieć wytrzymałość na rozciąganie większą o wiele rzędów wielkości niż jakikolwiek materiał znany ludzkości. Pierścień wymaga dodatkowo aktywnej stabilizacji, ponieważ jego środek masy nie porusza się (a więc nie znajduje się na żadnej orbicie).